# إدوارد د. تاونسند
إدوارد د. تاونسند (بالإنجليزية: Edward D. Townsend) هو عسكري أمريكي، ولد في 22 أغسطس 1817 في بوسطن في الولايات المتحدة، وتوفي في 10 مايو 1893 في واشنطن العاصمة في الولايات المتحدة بسبب صعق كهربائي.